# Озринићи
Озринићи је насеље у општини Никшић у Црној Гори. Према попису из 2003. било је 2024 становника (према попису из 1991. било је 1897 становника).

## Демографија
У насељу Озринићи живи 1489 пунолетних становника, а просечна старост становништва износи 35,6 година (34,3 код мушкараца и 36,9 код жена). У насељу има 551 домаћинство, а просечан број чланова по домаћинству је 3,67.
Ово насеље је углавном насељено Црногорцима (према попису из 2003. године), а у последња три пописа, примећен је пораст у броју становника.
|  |

| Демографија | Демографија | Демографија |
| Година      | Становника  | Становника  |
| ----------- | ----------- | ----------- |
|             |             |             |
|             |             |             |
|             |             |             |
|             |             |             |
| 1948.       | 1.129       |             |
| 1953.       | 1.355       |             |
| 1961.       | 1.537       |             |
| 1971.       | 1.826       |             |
| 1981.       | 1.877       |             |
| 1991.       | 1.897       | 1.873       |
| 2003.       | 2.057       | 2.024       |
|             |             |             |

| Етнички састав према попису из 2003.‍ | Етнички састав према попису из 2003.‍ | Етнички састав према попису из 2003.‍ | Етнички састав према попису из 2003.‍ | Етнички састав према попису из 2003.‍ |
| ------------------------------------ | ------------------------------------ | ------------------------------------ | ------------------------------------ | ------------------------------------ |
|                                      |                                      |                                      |                                      |                                      |
| Црногорци                            | Црногорци                            |                                      | 1.356                                | 66,99%                               |
| Срби                                 | Срби                                 |                                      | 431                                  | 21,29%                               |
| Роми                                 | Роми                                 |                                      | 14                                   | 0,69%                                |
| Хрвати                               | Хрвати                               |                                      | 3                                    | 0,14%                                |
| Руси                                 | Руси                                 |                                      | 2                                    | 0,09%                                |
| Немци                                | Немци                                |                                      | 1                                    | 0,04%                                |
| Муслимани                            | Муслимани                            |                                      | 1                                    | 0,04%                                |
| непознато                            | непознато                            |                                      | 2                                    | 0,09%                                |

| Година пописа     | 1948. | 1953. | 1961. | 1971. | 1981. | 1991. | 2003. |
| ----------------- | ----- | ----- | ----- | ----- | ----- | ----- | ----- |
| Број домаћинстава | 234   | 288   | 313   | 388   | 413   | 446   | 554   |

| Број чланова      | 1   | 2  | 3  | 4  | 5   | 6  | 7  | 8  | 9 | 10 и више | Просек |
| ----------------- | --- | -- | -- | -- | --- | -- | -- | -- | - | --------- | ------ |
| Број домаћинстава | 551 | 86 | 80 | 86 | 117 | 95 | 51 | 23 | 9 | 3         | 1      |

| Пол    | Укупно | Неожењен/Неудата | Ожењен/Удата | Удовац/Удовица | Разведен/Разведена | Непознато |
| ------ | ------ | ---------------- | ------------ | -------------- | ------------------ | --------- |
| Мушки  | 784    | 318              | 427          | 28             | 6                  | 5         |
| Женски | 809    | 237              | 431          | 126            | 9                  | 6         |
| УКУПНО | 1.593  | 555              | 858          | 154            | 15                 | 11        |

| Пол    | Укупно                    | Пољопривреда, лов и шумарство | Рибарство                            | Вађење руде и камена | Прерађивачка индустрија       |
| ------ | ------------------------- | ----------------------------- | ------------------------------------ | -------------------- | ----------------------------- |
| Мушки  | 370                       | 12                            | 0                                    | 27                   | 129                           |
| Женски | 157                       | 7                             | 0                                    | 2                    | 17                            |
| УКУПНО | 527                       | 19                            | 0                                    | 29                   | 146                           |
| Пол    | Производња и снабдевање   | Грађевинарство                | Трговина                             | Хотели и ресторани   | Саобраћај, складиштење и везе |
| Мушки  | 18                        | 47                            | 18                                   | 5                    | 28                            |
| Женски | 2                         | 3                             | 34                                   | 10                   | 5                             |
| УКУПНО | 20                        | 50                            | 52                                   | 15                   | 33                            |
| Пол    | Финансијско посредовање   | Некретнине                    | Државна управа и одбрана             | Образовање           | Здравствени и социјални рад   |
| Мушки  | 0                         | 2                             | 43                                   | 8                    | 4                             |
| Женски | 0                         | 6                             | 6                                    | 33                   | 18                            |
| УКУПНО | 0                         | 8                             | 49                                   | 41                   | 22                            |
| Пол    | Остале услужне активности | Приватна домаћинства          | Екстериторијалне организације и тела | Непознато            | Непознато                     |
| Мушки  | 9                         | 0                             | 0                                    | 20                   | 20                            |
| Женски | 7                         | 0                             | 0                                    | 7                    | 7                             |
| УКУПНО | 16                        | 0                             | 0                                    | 27                   | 27                            |